# Nicole Payne
Nicole Oyeyemisi Payne, née le 18 janvier 2001 aux  États-Unis, est une footballeuse professionnelle nigériane. Elle joue au poste de  défenseure pour le club de la National Women's Soccer League Portland Thorns, prêtée par le club de Première Ligue Paris Saint-Germain.

## Biographie
Née le 18 janvier 2001 aux États-Unis de parents nigérians, elle grandit à Birmingham, en Alabama.
Payne est la sœur cadette des footballeurs Stephen Payne et Toni Payne avec qui elle joue dans l'équipe nationale féminine du Nigeria.
Après son  cursus au lycée Oak Mountain, ellefréquente l'Université de Virginie-Occidentale à Morgantown, en Virginie-Occidentale pendant trois ans avant de continuer ses études à l'Université de Californie du Sud pour sa quatrième et dernière années universitaires.

## Carrière en club
Payne signe avec le Paris Saint-Germain de la Division 1 Féminine de France en juillet 2023, sa première apparition (sur quatre à ce jour ) pour le PSG a eu lieu en tant que remplaçante lors de la victoire 5-2 contre le Dijon FCO le 12 novembre 2023, avec son premier départ le 20 janvier 2024 lors d'une victoire 8-1 contre le FC Girondins de Bordeaux.
En février 2024, elle est prêtée aux Portland Thorns de la National Women's Soccer League pour la saison 2024.

## Carrière internationale
Payne est appelé dans l' équipe nationale des moins de 17 ans des États-Unis en 2017.
Payne fait ses débuts en équipe nationale pour le Nigeria le 10 juin 2021 en tant que remplaçante à la 90e minute lors de la défaite amicale 0-1 contre la Jamaïque.
Payne est appelée dans l'équipe du Nigeria pour la Coupe d'Afrique des Nations féminine 2022. 
Payne est appelée dans l'équipe du Nigeria pour les Jeux olympiques d'été de 2024.